# کوه جانسون
کوه جانسون (به انگلیسی: Johnson Peak) یک کوه در ایالات متحده آمریکا است که در Yosemite National Park, California, United States واقع شده‌است. کوه جانسون ۳٬۳۶۵٫۰۳ متر بالاتر از سطح دریا واقع شده‌است.